# Соларуса
Солару̀са (на италиански: Solarussa; на сардински: Sabarussa, Сабаруса) е малко градче и община в Южна Италия, провинция Ористано, автономен регион и остров Сардиния. Разположено е на 12 m надморска височина. Населението на общината е 2514 души (към 2010 г.).